# Église Saint-Pierre de Passa
Pour les articles homonymes, voir église Saint-Pierre.
L'église Saint-Pierre de Passa est une église d'origine romane située à Passa, dans le département français des Pyrénées-Orientales.